# Dan + Shay
Dan + Shay là một ban nhạc nhạc pop đồng quê người Mỹ gồm 2 thành viên là Dan Smokers và Shay Mooney. Cả hai ký hợp đồng với hãng đĩa Warner Records Nashville và đã phát hành ba album: Where It All Began, Obsession và Dan + Shay.

## Thành viên

### Dan Smyers

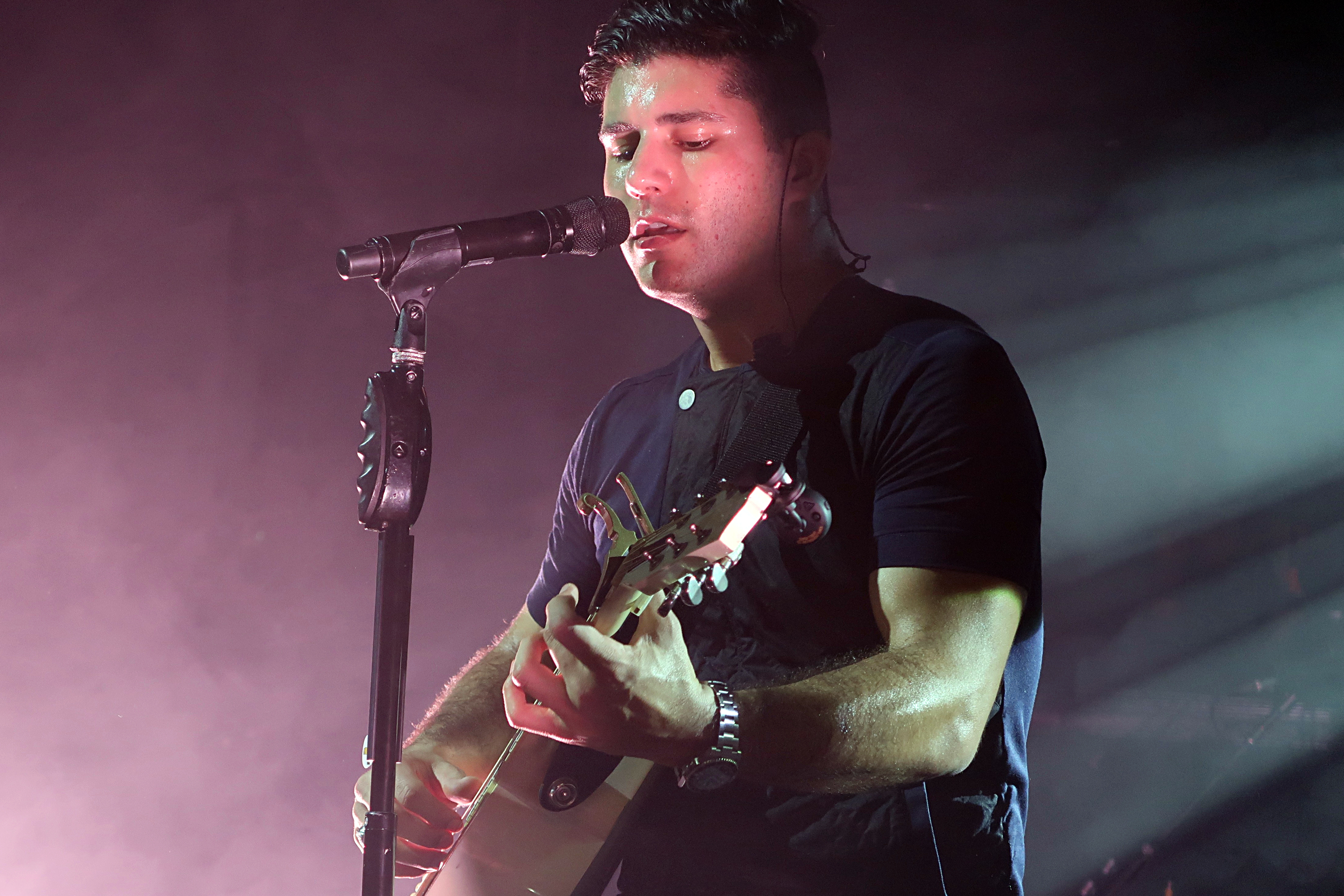
Dan Smyers

Daniel Smyers (sinh ngày 16 tháng 8, 1987 ) lớn lên tại Wexford, Pennsylvania, anh theo học Trung học North Allegheny. Sau đó Daniel học Đại học Carnegie Mellon ngành tài chính.

### Shay Mooney

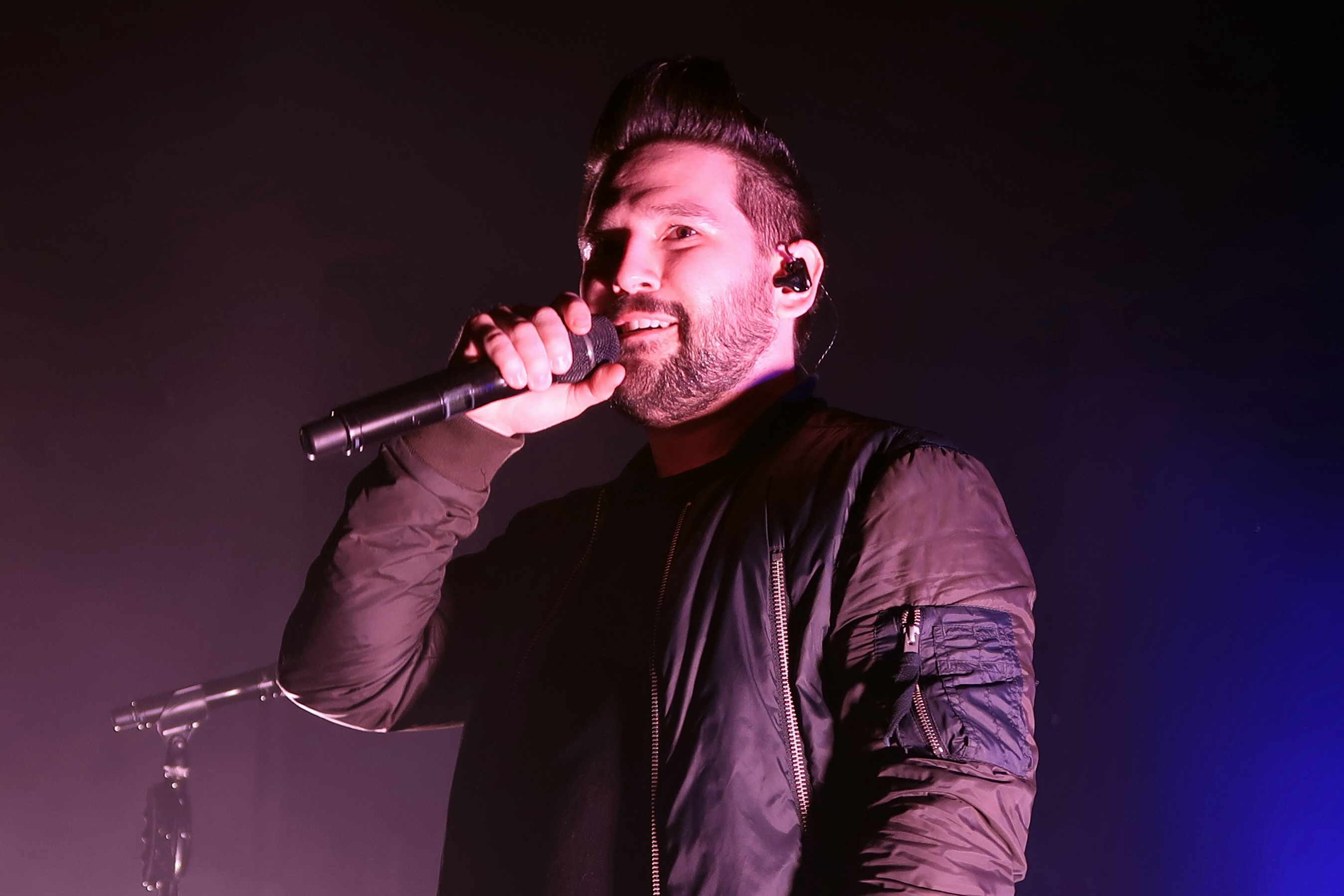
Shay Mooney

James Shay Mooney (sinh 27 tháng 12, 1991 ) lớn lên ở Natural Dam, Arkansas. Anh từng theo học Đại học Valley Forge trong một năm, sau đó chuyển sang tập trung cho âm nhạc.

## Danh sách album

### Album
| Tên                                        | Chi tiết                                                                                 | Vị trí cao nhất | Vị trí cao nhất | Vị trí cao nhất | Vị trí cao nhất | Vị trí cao nhất | Doanh thu     | Chứng nhận   |
| Tên                                        | Chi tiết                                                                                 | US Country      | US              | AUS             | CAN             | UK Country      | Doanh thu     | Chứng nhận   |
| ------------------------------------------ | ---------------------------------------------------------------------------------------- | --------------- | --------------- | --------------- | --------------- | --------------- | ------------- | ------------ |
| Where It All Began                         | - Phát hành: 1/4/2014 - Hãng đĩa: Warner Bros. Nashville - Định dạng: CD, tải trực tuyến | 1               | 6               | —               | 12              | 11              | - Mỹ: 157.000 | - RIAA: Vàng |
| Obsessed                                   | - Phát hành: 3/6/2016 - Hãng đĩa: Warner Bros. Nashville - Định dạng: CD, tải trực tuyến | 2               | 8               | 91              | 23              | 1               | - Mỹ: 95.700  |              |
| Dan + Shay                                 | - Phát hành: 22/62018 - Hãng đĩa: Warner Bros. Nashville - Định dạng: CD, tải trực tuyến | 1               | 6               | 15              | 11              | 2               | - Mỹ: 159.700 | - MC: Vàng   |
| "—" denotes an album that failed to chart. |                                                                                          |                 |                 |                 |                 |                 |               |              |